# Jane Morgan (Schauspielerin)

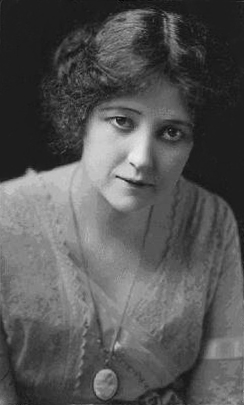
Jane Morgan (1880–1972)

Jane Morgan (* 6. Dezember 1880 im Warmley, Gloucestershire; † 1. Januar 1972 in North Hollywood, Los Angeles, Kalifornien), geboren als Jennie Morgan, war eine US-amerikanische Schauspielerin, Sängerin und Musikerin walisischer Abstammung.

## Leben
Morgan wurde als Tochter walisischer Eltern in England geboren. Nach der Geburt wanderte die Familie in die Vereinigten Staaten aus und Morgan wuchs in Boston im US-Bundesstaat Massachusetts auf.
Nach ihrem Abschluss am New England Conservatory of Music begann sie als Sängerin und Geigerin bei der Boston Opera Company aufzutreten und verdiente 25 US-Dollar pro Woche. Um 1900 zog sie mit ihrer Familie nach Anaconda in Montana, wo sie regelmäßig in Amateurtheaterproduktionen und bei Gemeindeveranstaltungen auftrat. Ihr inzwischen verwitweter Vater, Roderick „Rod“ Morgan, arbeitete als Schmied und ihr älterer Bruder Charles unterstützte die Familie als Maschinist.

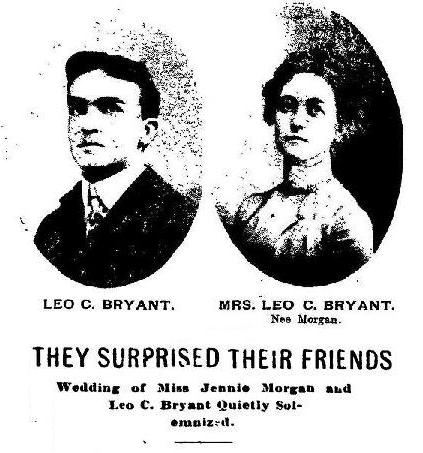
Hochzeitsfoto (The Anaconda Standard, 19. Februar 1901)

Am 17. Februar 1901 heiratete sie den 23-jährigen Leo Cullen Bryant aus Albion, Wisconsin, der Musik unterrichtete und das Orchester des Margaret Theater in Anaconda leitete. Im folgenden Monat eröffneten die Bryants eine Musikschule in Butte und unterrichteten Klavier und Geige. Einige Jahre später zog das Paar mit ihrer Schule nach Nampa in Idaho, wo sie auch im Varietétheater auftraten; Leo Bryant war zu dieser Zeit als Pionier der Sinfoniegeige und innovativer Musiklehrer bekannt. Das Paar hatte eine gemeinsame Tochter, Aline, und blieb bis zum Tod von Leo Bryant am 20. März 1955 in Los Angeles zusammen.
Jane Morgan starb am Neujahrstag 1972 im Alter von 91 Jahren an den Folgen eines Herzinfarkts und wurde auf See bestattet.

## Karriere
Ab den frühen 1910er Jahren spielte Morgan in Dramen und Musikkomödien. So war sie 1914 an der Seite von Carl Rickert in The Master Mind und an der Seite von Otis Skinner in The Silent Voice zu sehen, 1926 in Her Temporary Husband, 1930 zusammen mit Charlotte Greenwood in She Couldn’t Say No und 1933 mit Barbara Stanwyck in Tattle Tales.
1930 begann sie zudem in Hörspielen und Serien mitzuwirken und wurde zu einer Stammdarstellerin des Lux Radio Theater. Sie gehörte zum Ensemble von Point Sublime und war in Hörspielen wie House Undivided als Mutter Adams, 1941 an der Seite von Keenan Wynn in The Walls Came Tumbling Down und 1949 an der Seite von Jack Benny in The Horn Blows at Midnight zu hören. Zu dieser Zeit war sie ein regelmäßiger Gast in den Radioshows von Jack Benny und Bob Hope und spielte die Mutter in der Harold Peary Show. Am bekanntesten wurde sie aber als Mrs. Davis, Eve Ardens mütterliche Vermieterin, in der Radio- und Fernsehversion von Our Miss Brooks.
Neben ihrer Karriere im Radio und vor der Kamera war Morgan immer wieder auf der Bühne zu sehen, so im Sommer 1964 in Jacques Devals und Robert E. Sherwoods Bühnenstück Tovarich in Columbus und Warren, Ohio.

## Filmografie (Auswahl)

### Film
- 1951: Three Guys Named Mike
- 1956: Our Miss Brooks
- 1958: Hi Grandma! (Fernsehfilm)

### Fernsehen
- 1952: The Web
- 1952–1956: Our Miss Brooks
- 1958: The Big Record
- 1965: Wendy and Me

## Theater (Auswahl)
- 1964: Tovarich (Veterans Memorial Theatre, Columbus)[2]
- 1964: Tovarich (Packard Music Hall Theatre, Warren)[2]